# Colocasiomyia steudnerae
Colocasiomyia steudnerae är en tvåvingeart som beskrevs av Takenaka och Masanori Joseph Toda 2006. Colocasiomyia steudnerae ingår i släktet Colocasiomyia och familjen daggflugor. Inga underarter finns listade i Catalogue of Life.